# Varbergs vattentorn

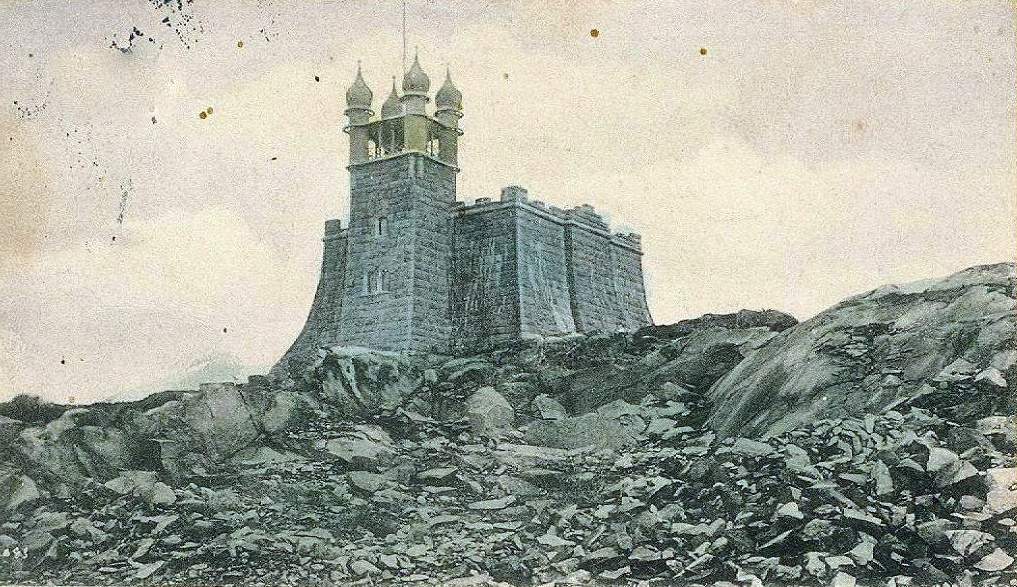
Varbergs vattentorn då det var nybyggt. Lökkupolerna togs ner 1954.

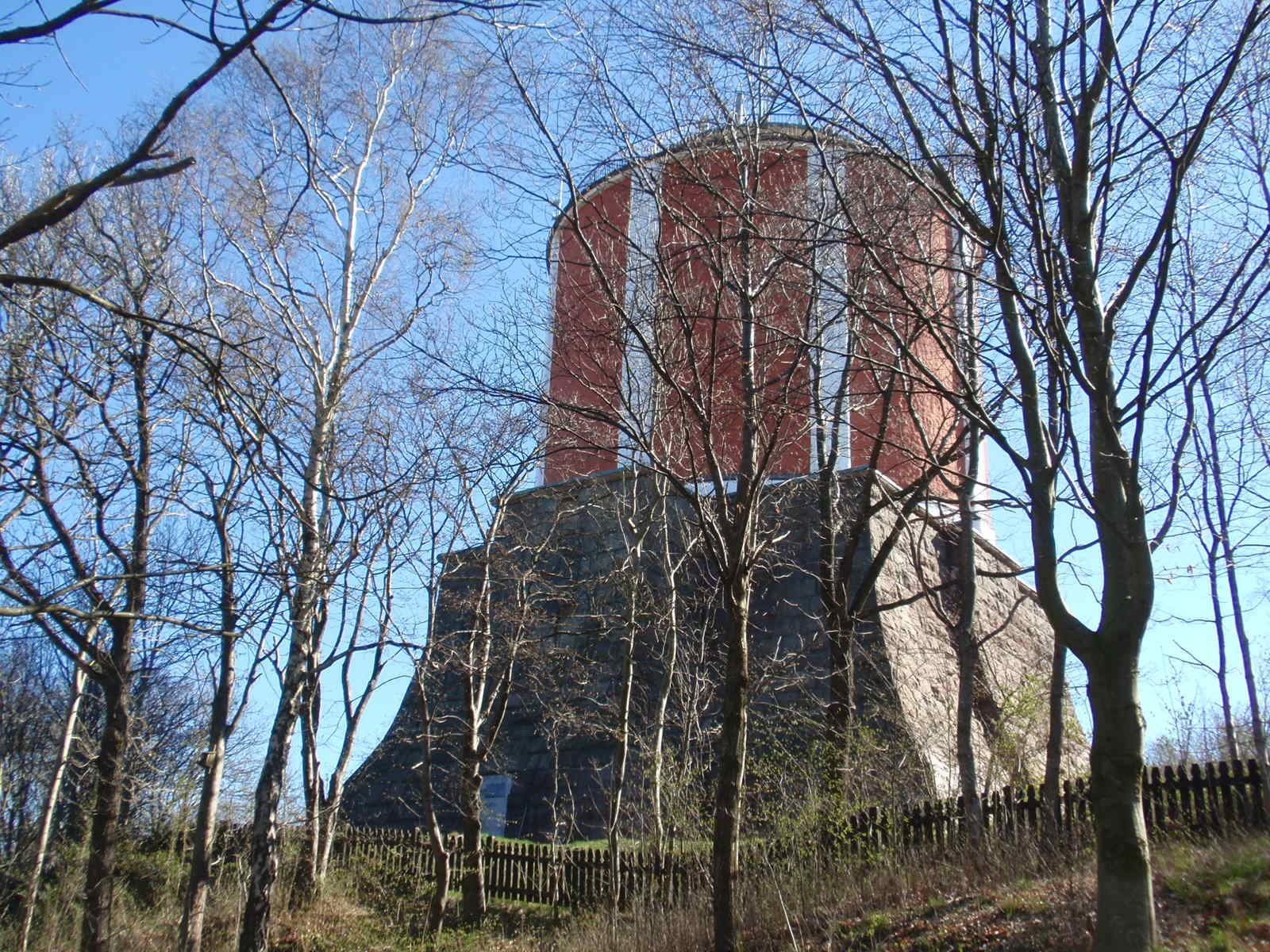
Vattentornet i Brunnsberg, Varberg

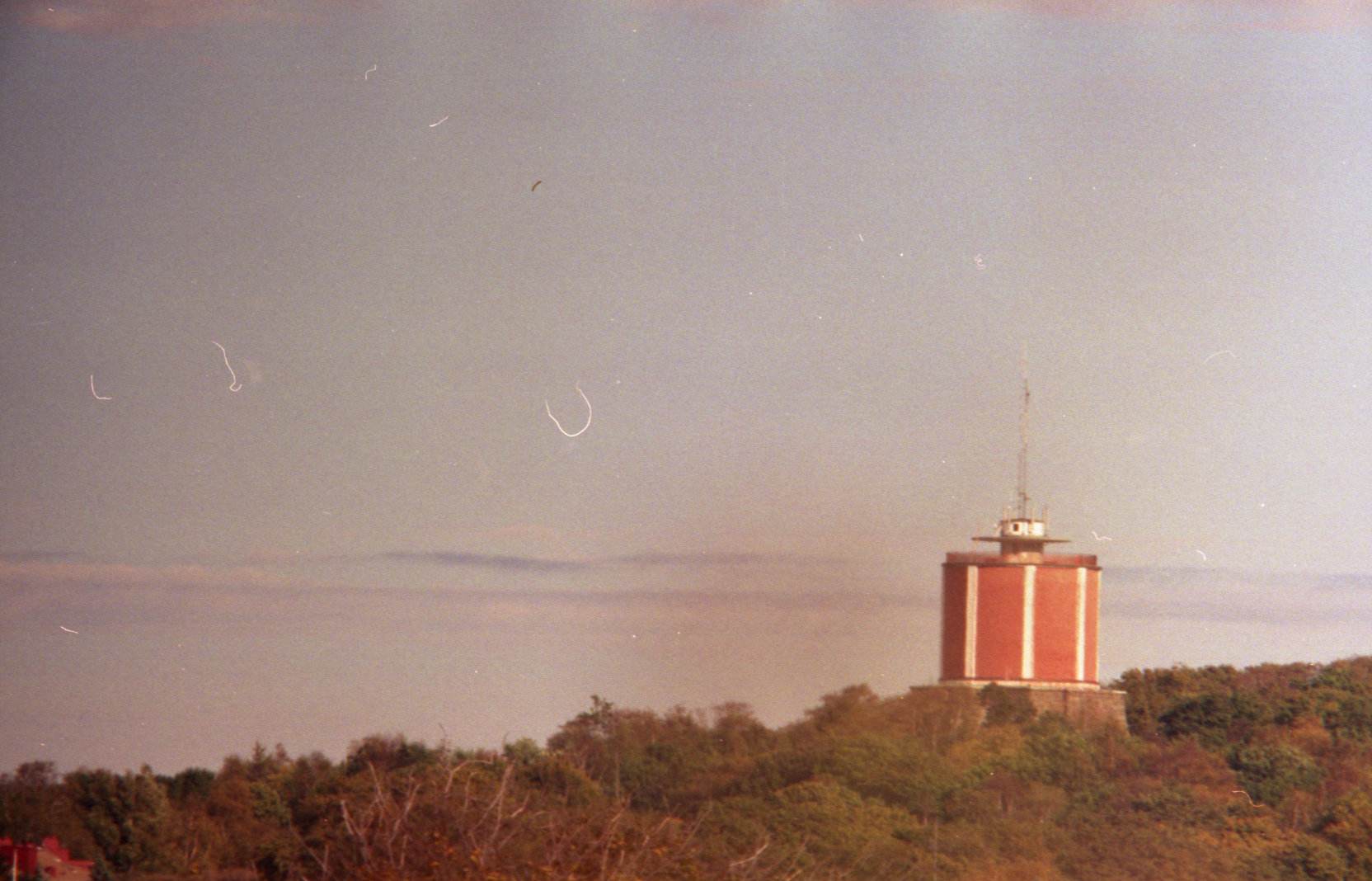
Vattentornet sett längre ifrån

Varbergs vattentorn ligger på Håstensberget, mittemellan bostadsområdena Håsten och Brunnsberg, beläget på centralortens högsta punkt 42 meter över havet.
Hugo Gerlach i lämnade i mars 1895 in en motion till stadsfullmäktige om att ett vattentorn borde byggas i Varberg, som vid tiden var en snabbt växande stad, inte minst efter att järnvägen blivit klar (Viskadalsbanan invigdes 1880 och Västkustbanan förbi Varberg åtta år senare). Vattentornet ritades av Varbergs stadsingenjör C.A. Lagerquist, och uppfördes 1897–1899 i sten med fyra lökkupoler på taket.
Femtio år senare hade vattentornet blivit för litet, och 1954 tog man ner de karakteristiska lökkupolerna, för att bereda plats åt den stora röd-vita cistern i betong som nu kröner vattentornet. Reservoaren rymmer 3 000 kubikmeter.